# Све је исто, само њега нема
Све је исто, само њега нема је сатирична песма Тијане Дапчевић из 2005. године, посвећена свим бившим југословенским републикама, па и југоносталгичарима. Дапчевић је у песми и музичком споту карикирала све народе бивше СФРЈ. Са овом нумером Тијана побеђује на Будванском музичком фестивалу, на коме осваја и награду Даворин Поповић за интерпретацију.
У тексту се спомиње хрватска серија Вила Марија, као и поновно окупљање Бијелог Дугмета, док се суптилно алудира на Титoву политику. Назив ове песме се често користи и као парола у дневно-политичком контексту, често алудирајући на друге бивше политичаре осим Тита: на пример, на Слободана Милошевића.